# سرديان بيتر
سرديان بيتر (12 مارس 1975 في موستار في البوسنة والهرسك – )؛ هو لاعب كرة قدم سابق كان يلعب كمدافع.

## وصلات خارجية
- سرديان بيتر على موقع رابطة كرة القدم اليابانية للمحترفين (اليابانية)
- سرديان بيتر على موقع قاعدة بيانات كرة القدم.إي يو (الإنجليزية)
- سرديان بيتر على موقع ناشيونال فوتبول تيمز (الإنجليزية)
- سرديان بيتر على موقع Soccerway.com (الإنجليزية)
- سرديان بيتر على موقع عالم كرة القدم.نت (الإنجليزية)